# Aspariegos (kommunhuvudort)
Aspariegos är en kommunhuvudort i Spanien.   Den ligger i provinsen Provincia de Zamora och regionen Kastilien och Leon, i den centrala delen av landet, 210 km nordväst om huvudstaden Madrid. Aspariegos ligger 675 meter över havet och antalet invånare är 306.
Terrängen runt Aspariegos är platt. Runt Aspariegos är det mycket glesbefolkat, med 7 invånare per kvadratkilometer. Närmaste större samhälle är Coreses, 14,2 km söder om Aspariegos. Trakten runt Aspariegos består till största delen av jordbruksmark.